# Het (musikalbum)
Het är Pugh Rogefeldts åttonde studioalbum, utgivet 1981. Albumet producerades av Bengt Palmers och spelades in med Björn Norén som ljudtekniker. Albumet utgavs ursprungligen på LP men utkom på CD 2001.

## Låtlista
| Nr  | Titel                | Längd |  |
| --- | -------------------- | ----- |  |
| 1.  | Ambulansen           | 3:21  |  |
| 2.  | Stockholm            | 3:06  |  |
| 3.  | Tuggummit            | 3:46  |  |
| 4.  | Aftonfalken          | 4:28  |  |
| 5.  | Viking viking        | 4:46  |  |
| 6.  | Het                  | 3:47  |  |
| 7.  | Utan dej är jag noll | 3:25  |  |
| 8.  | Låt mej leva         | 4:36  |  |
| 9.  | Dansa min docka      | 3:51  |  |
| 10. | Ungerska baletten    | 3:44  |  |

## Medverkande
- David Carlson – bakgrundssång
- Sten Forsman – bas
- Hempo Hildén – trummor, bakgrundssång
- Caj Högberg – bas
- Ahmadu Jah – slagverk
- Leif Larsson – keyboards
- Peter Milefors – trummor
- Björn Norén – ljudtekniker
- Bengt Palmers – producent
- Pugh Rogefeldt – sång, gitarr, flöjt, munspel, slagverk

## Listplaceringar
| Lista (1981) | Topplacering |
| ------------ | ------------ |
| Sverige      | 6            |

### Fotnoter
1. ↑  ”Het”. Discogs. http://www.discogs.com/Pugh-Rogefeldt-Het/release/1504627. Läst 12 september 2014.
2. ↑  Swedishcharts – Het på den svenska albumlistan